# Всеволожская, Евфимия Фёдоровна
Евфимия (Ефимья) Фёдоровна Всеволожская (1629 или 1630 — 1657) — царская невеста, выбранная Алексеем Михайловичем, но в результате интриг сосланная и уступившая место Марии Милославской.
Из рода Всеволожских, дочь касимовского помещика Рафа (Фёдора) Фёдоровича (Родионовича) Всеволодского (Всеволожского).
В 1647 году был устроен смотр невест для царя Алексея Михайловича, в котором участвовало 200 девушек, из которых собственно царю было представлено 6 «финалисток». Во время него царской невестой была избрана Ефимья. Она была помещена «на верх» (дворцовая половина царицы).
При одевании в первый раз в царскую одежду сенные девушки так затянули волосы на голове Всеволожской, что взволнованная и без того красавица упала в обморок при женихе; всесильный боярин Борис Морозов приписал обморок падучей болезни, обвинил отца невесты за умолчание о том и сослал его со всей семьей в Тюмень. «Алексей Михайлович после этого случая с его избранницей несколько дней не притрагивался к еде, сильно тоскуя по девушке, и ближнему боярину Морозову пришлось приложить немало усилий, чтобы охотой на медведя и волков отвлечь государя от меланхолии. Поговаривали, что виновником этого происшествия и был как раз этот боярин, опасавшийся, что родственники будущей царицы оттеснят его от фактического управления государством, которое он осуществлял благодаря огромному влиянию на царя. Боярин никого не терпел рядом с государем и удалял от двора всякого, кто противился его воле».
В итоге первый брак царя был заключён с Марией Милославской, благодаря лишь усилиям Морозова, женившегося на сестре новой царицы. После женитьбы царя на Милославской всем Всеволожским было объявлено прощение. Впоследствии неудавшуюся царскую невесту вернули в родное поместье, но запретили выезжать.

## В культуре
- Повесть Всеволода Соловьева «Касимовская невеста» (1903) посвящена неудавшейся женитьбе Алексея Михайловича на Ефимии Всеволожской[5].